# Джонсон, Джо (баскетболист)
Джо́ Ма́ркус Джо́нсон (англ. Joe Marcus Johnson; род. 29 июня 1981 года, Литл-Рок, Арканзас, США) — американский бывший профессиональный баскетболист, выступавший в НБА. Был выбран на драфте НБА 2001 года под общим 10-м номером клубом «Бостон Селтикс». Играл на позиции атакующего защитника и лёгкого форварда.

## Карьера в НБА

### Бостон Селтикс
Джо Джонсон был выбран под десятым номером на драфте НБА 2001 года «Бостон Селтикс». В своем дебютном сезоне НБА за «Селтикс» он провел 48 матчей, из них в 33 играх в стартовом составе, набирая в среднем 6,3 очка за 20,9 минут. В преддверии первого выхода в плей-офф с 1995 года «Бостон Селтикс» решил усилить состав. Поэтому в середине дебютного сезона Джонсона вместе с защитниками Милтом Паласио и Рэнди Брауном и драфт пиком первого раунда 2002 года был обменян в «Финикс Санз» на Тони Делка и Родни Роджерса.

### Финикс Санз
В дебютном сезоне за «Санз» он сыграл 29 матчей, в которых в набирал в среднем 9,6 очков, 4,1 подбора и 3,6 передач за игру.
В регулярном сезоне 2002/2003 Джо Джонсон провел 82 матча, из них в 34 в стартовом составе, в которых в набирал в среднем 9,8 очков, 3,2 подбора и 2,6 передач за игру. В регулярном сезоне он стал лучшим игроком «Санз» по проценту реализации трёхочковых бросков.
В регулярном сезоне 2003/2004 Джонсон провел 82 матча, из них в 77 в стартовом составе, в которых в набирал в среднем 16,7 очков, 4,7 подбора и 4,3 передач за игру. В регулярном сезоне он стал вторым игроком «Санз» по количеству набранных очков и первым баскетболистом в НБА по количеству проведенных минут на площадке.
В регулярном сезоне 2004/2005 Джо Джонсон провел 82 матча в стартовом составе, в которых в набирал в среднем 17,1 очков, 5,1 подбора и 3,1 передач за игру. В регулярном сезоне он стал лучшим игроком «Санз» по проценту реализации трёхочковых бросков и вторым в НБА.
Джо Джонсон за три с половиной сезона за «Санз» набирал 15,5 очков за игру и прошёл путь от новичка до известного снайпера в Национальной баскетбольной ассоциации.

### Атланта Хокс
Летом 2005 года Джо Джонсон стал высоко оценненым ограничено свободным агентом и выразил желание покинуть «Санс», чтобы взять на себя более активную роль в «Атланта Хокс». Джонсона расстроило предложение «Финикс Санз» переподписать его ниже рыночной стоимости. Предложение «Санс» не соответствовало предложению «Хокс» за 70 млн долларов. 19 августа 2005 года Джонсон перешёл в Атланту по схеме Sign and trade, а Финикс получил Бориса Дьяо и два будущих выборов в первом раунде драфта НБА.
В регулярном сезоне 2005/2006 Джо Джонсон был лучшим игроком в составе «Хокс» в нескольких категориях: очки (20,2 за игру), передачам (6,5 за игру), и перехватам (1.26 за игру), трёхочковым броскам (реализовал 128 попыток) и минуты (40.7). Он стал единственным игроком «Атланта Хокс», который сыграл во всех 82 играх и продлил число последовательных игр подряд до 346 по состоянию на 25 ноября 2006 года. Он был одним из пяти игроков в лиге, которые в среднем по крайней мере набирали 20 очков и отдавали не менее шесть передач в сезоне 2005-06.
1 февраля 2006 года Джо Джонсон оформил первый трипл-дабл в карьере в игре против Шарлотт Бобкэтс: он забил 15 очков, сделал 10 подборов и отдал 11 передач. 7 марта 2006 года Джо Джонсон набрал 42 очка, что стало наивысшим его достижением, в матче против Голден Стэйт Уорриорз, а 13 марта отдал рекордные для себя 17 передач в игре против Милуоки Бакс.
Он играл за сборную США на чемпионате мира 2006, которая выиграла бронзовую медаль.
В регулярном сезоне 2006/2007 Джо Джонсон провел 57 матчей в стартовом составе, в которых в набирал в среднем 25,0 очков (лучший показатель в составе «Хокс»), 4,2 подбора и 4,4 передач за игру. У него реализация бросков с игры составила 47,1%, что является высшим показателем в карьере игрока. Джо Джонсон дебютировал в матче всех звёзд в 2007 году, когда комиссар НБА Девид Стерн выбрал его в качестве замены травмированного Джейсона Кидда.
За первые 6 лет карьеры в НБА у Джо Джонсона показатель среднее количество очков за игру увеличивался.
В регулярном сезоне 2007/2008 Джо Джонсон провел 82 матча в стартовом составе, в которых в набирал в среднем 21,7 очков, 4,5 подбора и 5,8 передач за игру. Он стал вторым в НБА по количеству проведенных минут на площадке и пятым по числу попыток бросков с игры. Джо Джонсон был приглашен в качестве игрока резерва на Матч всех звёзд 2008. Его признали игроком месяца Восточной конференции и дважды игроком недели. Он помог «Атланта Хокс» впервые за 9 лет выйте в плей-офф. В 4 игре первого раунда против «Бостон Селтикс» Джонсон набрал 35 очков (из них 20 в 4 четверти), что помогло выиграть «Хокс» со счётом 97 на 92. В самой серии «Селтикс» выиграл 4 матча из 7.
23 декабря 2008 года в победной матче «Хокс» против «Оклахома-Сити Тандер» Джо Джонсон сделал второй трип-дабл в карьере: 20 очков, 11 подборов, 11 передач. 31 января 2009 года он преодолел отметку 10000 очков за карьеру в НБА в матче против «Милуоки Бакс».

### Бруклин Нетс
11 июля 2012 года Джо Джонсон был обменян в «Бруклин Нетс» на Джордана Уильямса, Жоана Петро, Дешона Стивенсона и Джордана Фармара, Энтони Морроу и два драфт пика («Хьюстона» первого раунда драфта 2013 года и «Нетс» второго раунда драфта 2017 года).
Во 2 матче сезона 2014/2015 против «Детройт Пистонс» Джонсон набрал 34 очка (он забил 14 из 23 бросков с игры), а «Бруклин» победил соперника со счетом 102 на 90. 34 очка стало наивысшей результативностью игрока в одном матче в сезоне 2014/2015. 25 февраля 2015 года в матче против «Нью-Орлеан Пеликанс» Джо Джонсон стал седьмым игроком в истории НБА, который одновременно набрал 18000 очков и забил 1600 трехочковых бросков. «Нетс» в конце сезона попали в зону плей-офф, где уступили в первом раунде «Атланта Хокс» в шести матчах.

### Майами Хит
27 февраля 2016 года Джо Джонсон подписал контракт до конца сезона с «Майами Хит». На следующий день он дебютировал в стартовом составе своего нового клуба в матче против «Нью-Йорк Никс». «Майами» победили со счетом 98 на 81, Джонсон за 30 минут игрового времени набрал 12 очков, сделал 3 подбора и отдал 3 передачи. 1 марта в игре против «Чикаго Буллз» он записал в статистическом протоколе матча 24 очка и сместил Реджи Теус с 50 места в списке лучших снайперов в НБА. 12 марта Джонсон набрал 28 очков, что являлось лучшей результативности игрока в сезоне, в проигранном матче с овертаймом против «Торонто Рэпторс». Джо Джонсон помог «Майами Хит» выйти во второй раунд плей-офф, где клуб из Майами уступил в семи матчах «Торонто Рэпторс».

### Юта Джаз
8 июля 2016 года Джо Джонсон подписал двухлетний контракт с «Юта Джаз».
Джонсон пропустил 21 матч в начале сезона 2017/2018 из-за травмы правой руки. 8 февраля 2018 года в результате трёхстороннего обмена между «Кливленд Кавальерс», «Сакраменто Кингз» и «Юта Джаз» он стал игроком клуба из Сакраменто. Три дня спустя «Кингз» отчислили игрока.

## Статистика

### Статистика в НБА
| Сезон                                                                                    | Команда | Регулярный сезон | Регулярный сезон | Регулярный сезон | Регулярный сезон | Регулярный сезон | Регулярный сезон | Регулярный сезон | Регулярный сезон | Регулярный сезон | Регулярный сезон | Регулярный сезон | Серия плей-офф | Серия плей-офф | Серия плей-офф | Серия плей-офф | Серия плей-офф | Серия плей-офф | Серия плей-офф | Серия плей-офф | Серия плей-офф | Серия плей-офф | Серия плей-офф |
| Сезон                                                                                    | Команда | GP               | GS               | MPG              | FG%              | 3P%              | FT%              | RPG              | APG              | SPG              | BPG              | PPG              | GP             | GS             | MPG            | FG%            | 3P%            | FT%            | RPG            | APG            | SPG            | BPG            | PPG            |
| ---------------------------------------------------------------------------------------- | ------- | ---------------- | ---------------- | ---------------- | ---------------- | ---------------- | ---------------- | ---------------- | ---------------- | ---------------- | ---------------- | ---------------- | -------------- | -------------- | -------------- | -------------- | -------------- | -------------- | -------------- | -------------- | -------------- | -------------- | -------------- |
| 2001/02                                                                                  | Бостон  | 48               | 33               | 20,9             | 43,9             | 27,3             | 76,9             | 2,9              | 1,5              | 0,7              | 0,2              | 6,3              | Не участвовал  | Не участвовал  | Не участвовал  | Не участвовал  | Не участвовал  | Не участвовал  | Не участвовал  | Не участвовал  | Не участвовал  | Не участвовал  | Не участвовал  |
| 2001/02                                                                                  | Финикс  | 29               | 26               | 31,5             | 42,0             | 33,3             | 77,8             | 4,1              | 3,6              | 0,9              | 0,3              | 9,6              | Не участвовал  | Не участвовал  | Не участвовал  | Не участвовал  | Не участвовал  | Не участвовал  | Не участвовал  | Не участвовал  | Не участвовал  | Не участвовал  | Не участвовал  |
| 2002/03                                                                                  | Финикс  | 82               | 34               | 27,5             | 39,7             | 36,6             | 77,4             | 3,2              | 2,6              | 0,8              | 0,2              | 9,8              | 6              | 0              | 27,3           | 27,5           | 15,4           | 40,0           | 4,3            | 1,3            | 0,7            | 0,3            | 5,3            |
| 2003/04                                                                                  | Финикс  | 82               | 77               | 40,6             | 43,0             | 30,5             | 75,0             | 4,7              | 4,4              | 1,1              | 0,3              | 16,7             | Не участвовал  | Не участвовал  | Не участвовал  | Не участвовал  | Не участвовал  | Не участвовал  | Не участвовал  | Не участвовал  | Не участвовал  | Не участвовал  | Не участвовал  |
| 2004/05                                                                                  | Финикс  | 82               | 82               | 39,5             | 46,1             | 47,8             | 75,0             | 5,1              | 3,5              | 1,0              | 0,3              | 17,1             | 9              | 9              | 39,4           | 50,4           | 55,6           | 69,7           | 4,3            | 3,3            | 1,1            | 0,4            | 18,8           |
| 2005/06                                                                                  | Атланта | 82               | 82               | 40,7             | 45,3             | 35,6             | 79,1             | 4,1              | 6,5              | 1,3              | 0,4              | 20,2             | Не участвовал  | Не участвовал  | Не участвовал  | Не участвовал  | Не участвовал  | Не участвовал  | Не участвовал  | Не участвовал  | Не участвовал  | Не участвовал  | Не участвовал  |
| 2006/07                                                                                  | Атланта | 57               | 57               | 41,4             | 47,1             | 38,1             | 74,8             | 4,2              | 4,4              | 1,1              | 0,2              | 25,0             | Не участвовал  | Не участвовал  | Не участвовал  | Не участвовал  | Не участвовал  | Не участвовал  | Не участвовал  | Не участвовал  | Не участвовал  | Не участвовал  | Не участвовал  |
| 2007/08                                                                                  | Атланта | 82               | 82               | 40,8             | 43,2             | 38,1             | 83,4             | 4,5              | 5,8              | 1,0              | 0,2              | 21,7             | 7              | 7              | 39,3           | 40,9           | 44,4           | 90,9           | 3,9            | 4,0            | 0,3            | 0,0            | 20,0           |
| 2008/09                                                                                  | Атланта | 79               | 79               | 39,5             | 43,7             | 36,0             | 82,6             | 4,4              | 5,8              | 1,1              | 0,2              | 21,4             | 11             | 11             | 39,0           | 41,7           | 34,3           | 62,2           | 4,5            | 3,5            | 1,3            | 0,0            | 16,4           |
| 2009/10                                                                                  | Атланта | 76               | 76               | 38,0             | 45,8             | 36,9             | 81,8             | 4,6              | 4,9              | 1,1              | 0,1              | 21,3             | 11             | 11             | 40,0           | 38,7           | 22,0           | 81,0           | 5,1            | 5,0            | 0,9            | 0,3            | 17,9           |
| 2010/11                                                                                  | Атланта | 72               | 72               | 35,5             | 44,3             | 29,7             | 80,2             | 4,0              | 4,7              | 0,7              | 0,1              | 18,2             | 12             | 12             | 41,4           | 43,9           | 42,9           | 81,0           | 4,6            | 3,3            | 1,1            | 0,1            | 18,8           |
| 2011/12                                                                                  | Атланта | 60               | 60               | 35,4             | 45,4             | 38,8             | 84,9             | 3,7              | 3,9              | 0,8              | 0,2              | 18,8             | 6              | 6              | 40,5           | 37,3           | 25,0           | 75,0           | 3,5            | 3,5            | 1,3            | 0,2            | 17,2           |
| 2012/13                                                                                  | Бруклин | 72               | 72               | 36,7             | 42,3             | 37,5             | 82,0             | 3,0              | 3,5              | 0,7              | 0,2              | 16,3             | 7              | 7              | 38,8           | 41,7           | 25,6           | 88,9           | 3,1            | 2,7            | 1,1            | 0,0            | 14,9           |
| 2013/14                                                                                  | Бруклин | 79               | 79               | 32,6             | 45,4             | 40,1             | 81,5             | 3,4              | 2,7              | 0,6              | 0,1              | 15,8             | 12             | 12             | 39,1           | 53,3           | 41,5           | 83,7           | 3,8            | 2,9            | 0,5            | 0,3            | 21,2           |
| 2014/15                                                                                  | Бруклин | 80               | 80               | 34,9             | 43,5             | 35,9             | 80,1             | 4,8              | 3,7              | 0,7              | 0,2              | 14,4             | 6              | 6              | 41,6           | 36,2           | 29,3           | 79,2           | 7,7            | 4,8            | 1,2            | 0,0            | 16,5           |
| 2015/16                                                                                  | Бруклин | 57               | 57               | 33,9             | 40,6             | 37,1             | 85,2             | 3,9              | 4,1              | 0,7              | 0,0              | 11,8             | Не участвовал  | Не участвовал  | Не участвовал  | Не участвовал  | Не участвовал  | Не участвовал  | Не участвовал  | Не участвовал  | Не участвовал  | Не участвовал  | Не участвовал  |
| 2015/16                                                                                  | Майами  | 24               | 24               | 32,1             | 51,8             | 41,7             | 76,5             | 2,8              | 3,6              | 0,9              | 0,1              | 13,4             | 14             | 14             | 35,2           | 43,0           | 28,3           | 87,5           | 4,7            | 2,5            | 0,6            | 0,2            | 12,1           |
| 2016/17                                                                                  | Юта     | 78               | 14               | 23,6             | 43,6             | 41,1             | 81,8             | 3,1              | 1,8              | 0,5              | 0,2              | 9,2              | 11             | 2              | 29,7           | 43,6           | 33,3           | 73,3           | 3,9            | 2,5            | 0,5            | 0,1            | 12,9           |
| 2017/18                                                                                  | Юта     | 32               | 3                | 21,9             | 42,0             | 27,4             | 83,3             | 3,3              | 1,4              | 0,4              | 0,2              | 7,3              | Не участвовал  | Не участвовал  | Не участвовал  | Не участвовал  | Не участвовал  | Не участвовал  | Не участвовал  | Не участвовал  | Не участвовал  | Не участвовал  | Не участвовал  |
| 2017/18                                                                                  | Хьюстон | 23               | 1                | 21,9             | 38,1             | 27,9             | 95,2             | 2,8              | 1,7              | 0,3              | 0,0              | 6,0              | 8              | 0              | 6,7            | 35,3           | 0,0            | -              | 1,3            | 0,4            | 0,0            | 0,1            | 1,5            |
| 2021/22                                                                                  | Бостон  | 1                | 0                | 2,0              | 100              | –                | –                | 0,0              | 0,0              | 0,0              | 0,0              | 2,0              | Не участвовал  | Не участвовал  | Не участвовал  | Не участвовал  | Не участвовал  | Не участвовал  | Не участвовал  | Не участвовал  | Не участвовал  | Не участвовал  | Не участвовал  |
|                                                                                          | Всего   | 1277             | 1090             | 34,6             | 44,1             | 37,1             | 80,2             | 4,0              | 3,9              | 0,8              | 0,2              | 16,0             | 120            | 97             | 35,5           | 42,7           | 33,9           | 77,9           | 4,2            | 3,1            | 0,8            | 0,2            | 15,2           |
| Наведите курсор мыши на аббревиатуры в заголовке таблицы, чтобы прочесть их расшифровку. |         |                  |                  |                  |                  |                  |                  |                  |                  |                  |                  |                  |                |                |                |                |                |                |                |                |                |                |                |